# Związek Socjalistycznych Republik Radzieckich na Zimowych Igrzyskach Olimpijskich 1956
Związek Socjalistycznych Republik Radzieckich na Zimowych Igrzyskach Olimpijskich 1956 reprezentowało 53 zawodników: 47 mężczyzn i sześć kobiet. Był to debiut reprezentacji Związku Radzieckiego na zimowych igrzyskach olimpijskich. Reprezentanci Związku Radzieckiego zajęli pierwsze miejsce w klasyfikacji medalowej.

## Zdobyte medale
| Medal  | Zawodnik | Dyscyplina            | Konkurencja                 | Rezultat    |
| ------ | --- | --------------------- | --------------------------- | ----------- |
| Złoto  | Fiodor Tierientjew Pawieł Kołczin Nikołaj Anikin Władimir Kuzin | Biegi narciarskie     | Sztafeta 4 × 10 km mężczyzn | 2:15:30,0 h |
| Złoto  | Lubow Kozyriewa | Biegi narciarskie     | bieg na 10 km kobiet        | 38:11,0 min |
| Złoto  | Nikołaj Puczkow Grigorij Mkrtyczan Nikołaj Sołogubow Nikołaj Triegubow Dmitrij Ukołow Gienrich Sidorienko Jewgienij Babicz Wiktor Szuwałow Wsiewołod Bobrow Jurij Kryłow Aleksandr Uwarow Walentin Kuzin Jurij Pantiuchow Aleksiej Guryszew Nikołaj Chłystow Alfred Kuczewski Wiktor Nikiforow | Hokej na lodzie       | turniej mężczyzn            |             |
| Złoto  | Jewgienij Griszyn | Łyżwiarstwo szybkie   | bieg na 500 m mężczyzn      | 40,2 s      |
| Złoto  | Jewgienij Griszyn | Łyżwiarstwo szybkie   | bieg na 1500 m mężczyzn     | 2:08,6 min  |
| Złoto  | Jurij Michajłow | Łyżwiarstwo szybkie   | bieg na 1500 m mężczyzn     | 2:08,6 min  |
| Złoto  | Boris Szyłkow | Łyżwiarstwo szybkie   | bieg na 5000 m mężczyzn     | 7:48,7 min  |
| Srebro | Radja Jeroszyna | Biegi narciarskie     | bieg na 10 km kobiet        | 38:16,0 min |
| Srebro | Lubow Kozyriewa Alewtina Kołczina Radja Jeroszyna | Biegi narciarskie     | sztafeta 3 × 5 km kobiet    | 1:09:28,0 h |
| Srebro | Rafael Gracz | Łyżwiarstwo szybkie   | bieg na 500 m mężczyzn      | 40,8 s      |
| Brąz   | Pawieł Kołczin | Biegi narciarskie     | bieg na 15 km mężczyzn      | 50:17,0 min |
| Brąz   | Pawieł Kołczin | Biegi narciarskie     | bieg na 30 km mężczyzn      | 1:45:45,0 h |
| Brąz   | Fiodor Tierientjew | Biegi narciarskie     | bieg na 50 km mężczyzn      | 2:53:32,0 h |
| Brąz   | Oleg Gonczarienko | Łyżwiarstwo szybkie   | bieg na 5000 m mężczyzn     | 7:57,6 min  |
| Brąz   | Oleg Gonczarienko | Łyżwiarstwo szybkie   | bieg na 10 000 m mężczyzn   | 16:42,3 min |
| Brąz   | Jewgienija Sidorowa | Narciarstwo alpejskie | slalom specjalny kobiet     | 1:56,7 min  |

## Skład kadry

### Biegi narciarskie
Mężczyźni
| Zawodnik                                                        | Konkurencja        | czas      | Pozycja |
| --------------------------------------------------------------- | ------------------ | --------- | ------- |
| Pawieł Kołczin                                                  | Bieg na 15 km      | 50:17,0   | brąz    |
| Nikołaj Anikin                                                  | Bieg na 15 km      | 50:58,0   | 7.      |
| Władimir Kuzin                                                  | Bieg na 15 km      | 51:36,0   | 10.     |
| Minnewali Galijew                                               | Bieg na 15 km      | 52:49,0   | 18.     |
| Pawieł Kołczin                                                  | Bieg na 30 km      | 1:45:45,0 | brąz    |
| Anatolij Szeluchin                                              | Bieg na 30 km      | 1:45:46,0 | 4.      |
| Władimir Kuzin                                                  | Bieg na 30 km      | 1:46:09,0 | 5.      |
| Fiodor Tierientjew                                              | Bieg na 30 km      | 1:46:43,0 | 6.      |
| Fiodor Tierientjew                                              | Bieg na 50 km      | 2:53:32,0 | brąz    |
| Anatolij Szeluchin                                              | Bieg na 50 km      | 2:56:40,0 | 5.      |
| Pawieł Kołczin                                                  | Bieg na 50 km      | 2:58:00,0 | 6.      |
| Wiktor Baranow                                                  | Bieg na 50 km      | 3:03:55,0 | 7.      |
| Fiodor Tierientjew Pawieł Kołczin Nikołaj Anikin Władimir Kuzin | Sztafeta 4 × 10 km | 2:15:30,0 | złoto   |

Kobiety
| Zawodnik                                          | Konkurencja       | czas      | Pozycja |
| ------------------------------------------------- | ----------------- | --------- | ------- |
| Lubow Kozyriewa                                   | Bieg na 10 km     | 38:11,0   | złoto   |
| Radja Jeroszyna                                   | Bieg na 10 km     | 38:16,0   | srebro  |
| Alewtina Kołczina                                 | Bieg na 10 km     | 38:46,0   | 4.      |
| Anna Kaaleste                                     | Bieg na 10 km     | 40:29,0   | 9.      |
| Lubow Kozyriewa Alewtina Kołczina Radja Jeroszyna | Sztafeta 3 × 5 km | 1:09:28,0 | srebro  |

### Hokej na lodzie
Reprezentacja mężczyzn
| - Nikołaj Puczkow - Grigorij Mkrtyczan - Nikołaj Sołogubow - Nikołaj Triegubow - Dmitrij Ukołow - Gienrich Sidorienko - Jewgienij Babicz - Wiktor Szuwałow - Wsiewołod Bobrow |  | - Jurij Kryłow - Aleksandr Uwarow - Walentin Kuzin - Jurij Pantiuchow - Aleksiej Guryszew - Nikołaj Chłystow - Alfred Kuczewski - Wiktor Nikiforow |

Reprezentacja Związku Radzieckiego brała udział w rozgrywkach grupy C turnieju olimpijskiego zajmując w niej pierwsze miejsce i awansując do rundy finałowej. W rundzie finałowej reprezentacja ZSRR zajęła pierwsze miejsce, zdobywając złoty medal.
Grupa C
| Drużyna    | M | Mecze | Mecze | Mecze | Bramki | Bramki | Bramki | Pkt |
| Drużyna    | M | W     | R     | P     | +      | -      | +/-    | Pkt |
| ---------- | - | ----- | ----- | ----- | ------ | ------ | ------ | --- |
| ZSRR       | 2 | 2     | 0     | 0     | 15     | 4      | +9     | 4   |
| Szwecja    | 2 | 1     | 0     | 1     | 7      | 10     | -3     | 2   |
| Szwajcaria | 2 | 0     | 0     | 2     | 8      | 16     | -8     | 0   |

Wyniki
| 27 stycznia 1956 | ZSRR | 5:1 | Szwecja | Olympic Ice Stadium |

| Godzina: 21:30 |  |  |  | Sędzia główny: Dwars Sędziowie liniowi: Lecompte |

| 29 stycznia 1956 | ZSRR | 10:3 | Szwajcaria | Olympic Ice Stadium |

| Godzina: 21:30 |  |  |  | Sędzia główny: Dwars Sędziowie liniowi: Lecompte |

### Tabela końcowa

#### Grupa finałowa
| Drużyna           | M | Mecze | Mecze | Mecze | Bramki | Bramki | Bramki | Pkt | Uwagi |
| Drużyna           | M | W     | R     | P     | +      | -      | +/-    | Pkt | Uwagi |
| ----------------- | - | ----- | ----- | ----- | ------ | ------ | ------ | --- | ----- |
| ZSRR              | 5 | 5     | 0     | 0     | 25     | 5      | +20    | 10  |       |
| Stany Zjednoczone | 5 | 4     | 0     | 1     | 26     | 12     | +14    | 8   |       |
| Kanada            | 5 | 3     | 0     | 2     | 23     | 11     | +12    | 6   |       |
| Szwecja           | 5 | 2     | 1     | 3     | 10     | 17     | -7     | 3   |       |
| Czechosłowacja    | 5 | 1     | 0     | 4     | 20     | 30     | -10    | 2   |       |
| Niemcy            | 5 | 0     | 1     | 4     | 6      | 35     | -29    | 1   |       |

Wyniki
| 30 stycznia 1956 | ZSRR | 4:1 | Szwecja | Olympic Ice Stadium |

| Godzina: 19:00 |  |  |  | Sędzia główny: Adamec Sędziowie liniowi: Tencza |

| 31 stycznia 1956 | ZSRR | 8:0 | Niemcy | Olympic Ice Stadium |

| Godzina: 19:00 |  |  |  | Sędzia główny: Ahlin Sędziowie liniowi: Axberg |

| 2 lutego 1956 | ZSRR | 7:4 | Czechosłowacja | Olympic Ice Stadium |

| Godzina: 22:00 |  |  |  | Sędzia główny: Ahlin Sędziowie liniowi: Axberg |

| 3 lutego 1956 | ZSRR | 4:0 | Stany Zjednoczone | Olympic Ice Stadium |

| Godzina: 21:30 |  |  |  | Sędzia główny: Hauser Sędziowie liniowi: Bernhard |

| 4 lutego 1956 | Kanada | 0:2 | ZSRR | Olympic Ice Stadium |

| Godzina: 21:30 |  |  |  | Sędzia główny: Ahlin Sędziowie liniowi: Axberg |

### Kombinacja norweska
Mężczyźni
| Zawodnik        | Konkurencja   | Bieg narciarski | Bieg narciarski | Bieg narciarski | Skoki narciarskie | Skoki narciarskie | Skoki narciarskie | Skoki narciarskie | Skoki narciarskie | Skoki narciarskie | Skoki narciarskie | Skoki narciarskie | Łącznie | Pozycja |
| Zawodnik        | Konkurencja   | Czas biegu      | Pozycja         | Punkty          | Skok 1            | Nota              | Skok 2            | Nota              | Skok 3            | Nota              | Punkty            | Pozycja           | Łącznie | Pozycja |
| --------------- | ------------- | --------------- | --------------- | --------------- | ----------------- | ----------------- | ----------------- | ----------------- | ----------------- | ----------------- | ----------------- | ----------------- | ------- | ------- |
| Nikołaj Gusakow | Indywidualnie | 58:17,0         | 8.              | 232,3           | 67,0              | 98,0              | 72,5              | 102,0             | 70,0              | 98,0              | 200,0             | 14.               | 432,3   | 7.      |
| Leonid Fiodorow | Indywidualnie | 59:17,0         | 12.             | 228,5           | 70,5              | 101,0             | 71,0              | 100,0             | 69,0              | 98,0              | 201,0             | 12.               | 429,3   | 10.     |
| Jurij Moszkin   | Indywidualnie | 1:04:18,0       | 31.             | 209,1           | 75,5              | 110,5             | 79,5              | 83,5              | 77,0              | 107,0             | 217,5             | 1.                | 426,6   | 13.     |
| Uno Kajak       | Indywidualnie | 1:00:48,0       | 18.             | 222,6           | 59,0              | 84,0              | 64,5              | 92,0              | 66,5              | 94,5              | 186,5             | 27.               | 409,1   | 26.     |

### Łyżwiarstwo szybkie
Mężczyźni
| Zawodnik             | Konkurencja        | Konkurencja        | Konkurencja    | Konkurencja    | Konkurencja    | Konkurencja    | Konkurencja      | Konkurencja      |
| Zawodnik             | Bieg na 500 m      | Bieg na 500 m      | Bieg na 1500 m | Bieg na 1500 m | Bieg na 5000 m | Bieg na 5000 m | Bieg na 10 000 m | Bieg na 10 000 m |
| Zawodnik             | Czas               | Miejsce            | Czas           | Miejsce        | Czas           | Miejsce        | Czas             | Miejsce          |
| -------------------- | ------------------ | ------------------ | -------------- | -------------- | -------------- | -------------- | ---------------- | ---------------- |
| Jewgienij Griszyn    | 40,2               | złoto              | 2:08,6         | złoto          |                |                |                  |                  |
| Rafael Gracz         | 40,8               | srebro             |                |                |                |                |                  |                  |
| Jurij Siergiejew     | 41,1               | 4.                 |                |                |                |                |                  |                  |
| Jurij Michajłow      | Nie ukończył biegu | Nie ukończył biegu | 2:08,1         | złoto          |                |                |                  |                  |
| Robiert Mierkułow    |                    |                    | 2:10,3         | 5.             |                |                |                  |                  |
| Boris Szyłkow        |                    |                    | 2:11,9         | 8.             | 7:48,7         | złoto          |                  |                  |
| Oleg Gonczarienko    |                    |                    |                |                | 7:57,6         | brąz           | 16:42,3          | brąz             |
| Dmitrij Sakunienko   |                    |                    |                |                | 8:10,5         | 16.            |                  |                  |
| Boris Jakimow        |                    |                    |                |                | 8:12,6         | 19.            | 16:59,7          | 7.               |
| Boris Cybin          |                    |                    |                |                |                |                | 17:03,4          | 9.               |
| Władimir Szyłykowski |                    |                    |                |                |                |                | 17:17,6          | 16.              |

### Narciarstwo alpejskie
Mężczyźni
| Zawodnik               | Konkurencja     | Konkurencja     | Konkurencja   | Konkurencja   | Konkurencja         | Konkurencja              | Konkurencja              | Konkurencja              |
| Zawodnik               | Zjazd           | Zjazd           | Slalom gigant | Slalom gigant | Slalom specjalny    | Slalom specjalny         | Slalom specjalny         | Slalom specjalny         |
| Zawodnik               | Czas            | Pozycja         | Czas          | Pozycje       | Czas 1-go przejazdu | Czas 2-go przejazdu      | Czas łączny              | Pozycja                  |
| ---------------------- | --------------- | --------------- | ------------- | ------------- | ------------------- | ------------------------ | ------------------------ | ------------------------ |
| Aleksandr Fiłatow      | 3:16,6          | 16.             | 3:27,8        | 33.           | 1:33,5              | 2:31,0                   | 4:09,5                   | 30.                      |
| Wiktor Taljanow        | 3:26,5          | 21.             | 3:45,2        | 52.           | 1:49,2              | 2:06,9                   | 3:56,1                   | 24.                      |
| Siergiej Szustow       | Dyskwalifikacja | Dyskwalifikacja |               |               |                     |                          |                          |                          |
| Giennadij Czertiszczew | Dyskwalifikacja | Dyskwalifikacja | 3:48,9        | 55.           |                     |                          |                          |                          |
| Jurij Szarkow          |                 |                 | 3:41,8        | 46.           | Dyskwalifikacja     | Nie ukończył konkurencji | Nie ukończył konkurencji | Nie ukończył konkurencji |
| Wiaczesław Mielnikow   |                 |                 |               |               | dyskwalifikacja     | Nie ukończył konkurencji | Nie ukończył konkurencji | Nie ukończył konkurencji |

Kobiety
| Zawodniczka            | Konkurencja | Konkurencja | Konkurencja   | Konkurencja   | Konkurencja         | Konkurencja               | Konkurencja               | Konkurencja               |
| Zawodniczka            | Zjazd       | Zjazd       | Slalom gigant | Slalom gigant | Slalom specjalny    | Slalom specjalny          | Slalom specjalny          | Slalom specjalny          |
| Zawodniczka            | Czas        | Pozycja     | Czas          | Pozycja       | Czas 1-go przejazdu | Czas 2-go przejazdu       | Czas łączny               | Pozycja                   |
| ---------------------- | ----------- | ----------- | ------------- | ------------- | ------------------- | ------------------------- | ------------------------- | ------------------------- |
| Jewgienija Sidorowa    | 1:59,8      | 37.         | 2:31,3        | 40.           | 56,9                | 59,8                      | 1:56,7                    | brąz                      |
| Aleksandra Artiomienko | 1:51,1      | 14.         | 4:04,5        | 44.           | Dyskwalifikacja     | Nie ukończyła konkurencji | Nie ukończyła konkurencji | Nie ukończyła konkurencji |

### Skoki narciarskie
Mężczyźni
| Skoczek        | Skok 1    | Skok 1 | Skok 2    | Skok 2 | Nota  | Pozycja |
| Skoczek        | odległość | Nota   | odległość | Nota   | Nota  | Pozycja |
| -------------- | --------- | ------ | --------- | ------ | ----- | ------- |
| Nikołaj Szamow | 77,0      | 103,0  | 74,5      | 98,0   | 201,0 | 16.     |
| Koba Cakadze   | 80,5      | 107,0  | 82,5      | 78,0   | 185,0 | 30.     |
| Jurij Moszkin  | 73,0      | 91,5   | 74,0      | 92,5   | 184,0 | 34.     |